# Acacia cheelii
Acacia cheelii é uma espécie de leguminosa do gênero Acacia, pertencente à família Fabaceae.